# Mucuna mindorensis
Mucuna mindorensis är en ärtväxtart som beskrevs av Elmer Drew Merrill. Mucuna mindorensis ingår i släktet Mucuna och familjen ärtväxter. Inga underarter finns listade i Catalogue of Life.